# Kertoharjo
Kertoharjo is een bestuurslaag in het regentschap Pekalongan van de provincie Midden-Java, Indonesië. Kertoharjo telt 2995 inwoners (volkstelling 2010).